# Половцы в Беларуси
Половцы (бел. Полаўцы, самоназвание: хлывыщукы) — потомки кочевого племени половцев, расселёных в XIII веке ханом Ханом Тегаком среди белорусов в лесной полосе Восточной Европы по приказу Даниила Галицкого для защиты границ Галицко-Волынского княжества, бежавшие от татаро-монголов. Напоминания об их присутствии сохранились в топонимах и фамилиях. Одно время на территории только нынешней Брестской области, по подсчётам историков, было до сорока половецких поселений.
Влияние половцев на историю Беларуси в свое время было значительным: половцы часто участвовали в сражениях на территории будущей Беларуси, а потому могли влиять на важные решения касающиеся будущего белорусского государства.

## История
На берегах протекающего около деревни Пограничной ручья несколько столетий назад была бурная жизнь. По местным преданиям на острове, который сейчас перерезан объездной дорогой, находилось древнее урочище – стоянка отряда половецких воинов. Первый правитель и основатель Великого Княжества Литовского – князь Миндовг – пригласил их для защиты западных рубежей княжества.
Урочище называлось Боняк. По одноименной фамилии или прозвищу половецкого военачальника, потомки половцев проживают на этих землях до сих пор.

### Расселение
В первой половине ХІІІ века владетелями Галицкой Руси были Даниил Романович Галицкий и его брат Василько, князь Владимиро-Волынский. В состав владений последнего входила Берестейская земля. В Ипатьевской летописи не раз говорится о наличии половцев в войсках Даниила и его брата Василька, а также об участии их в походах, предпринимаемых этими князьями. Записи о половцах встречаются под 1243, 1245, 1249, 1252 годами.

В последней, упоминающей половцев под 1253 годом, сказано: “Данило же поиде с братом Васильком и со сыном Львов и с половци со сватом своим Тегаком…”

Дешт-и-Кипчак

Половецкие поселения на территории современной Беларуси были основаны при содействии галицко-волынского князя Даниила Романовича. Их появление связано с переселением отряда половцев под предводительством хана Тегака — союзника и свата князя. Даниил Галицкий был женат на дочери знаменитого русского князя Мстислава Удатного, который, в свою очередь, являлся зятем половецкого хана Котяна.  
Хан Тегак и его воины неоднократно упоминаются в составе войск Даниила и его брата Василька Волынского в период с 1245 по 1253 годы. В то время Берестейская земля (ныне Брестская область) входила в состав Волынского княжества. Опасаясь, что монгольский темник Куремса может увести половцев в Орду, Даниил решил переселить их на северные рубежи Волыни. Там они должны были служить пограничными заслонами против набегов ятвягов и литвы.  Местность, в которой расположены села, вполне соответствовала исторической и политической обстановке, сложившейся в ХIII в. на северных окраинах Волынского княжества. Земли эти лежали опустошенными со времен Романа, отца Даниила.  
Половецкие поселения среди русских появились в этой местности в середине XIII в., во времена Галицко-Волынского княжества. По приказу русского короля Даниила Галицкого их заложил половецкий хан Тегак, бывший сватом короля и участником походов против ятвягов и литовцев (1245, 1249, 1251, 1252, 1253). Половецкие поселенцы, постепенно принявшие христианство, защищали северную Волынь от нападений балтских язычников.   

### Христианизация
Защищая русские земли от язычников, сами половцы, изначально исповедовавшие тенгризм, со временем приняли православие. Однако в летописях нет подробных сведений о процессе их христианизации, а хан Тегак в источниках продолжает фигурировать под своим традиционным именем, что может свидетельствовать о сохранении части прежних обычаев.   
В 1253 году Даниил Галицкий вместе с братом Васильком и сыном Львом посетил Пинск, и, вероятно, именно тогда Тегак с подчинёнными был отправлен в Берестейскую землю. Здесь половцы основали около 40 поселений, из которых до наших дней сохранилось лишь восемь. В последний раз жителей этих поселений называли половцами в 1516 году.  
Любопытно, что между деревнями Песчатка и Голя в XIX веке существовало урочище Боняк — возможно, названное в честь знаменитого половецкого хана Боняка, хотя это имя могло быть распространённым среди половцев.  
Во времена правления Гедиминовичей над частью современных украинских земель, входивших в ВКЛ или бывших его вассалами, появляются княжеские роды степного происхождения.    

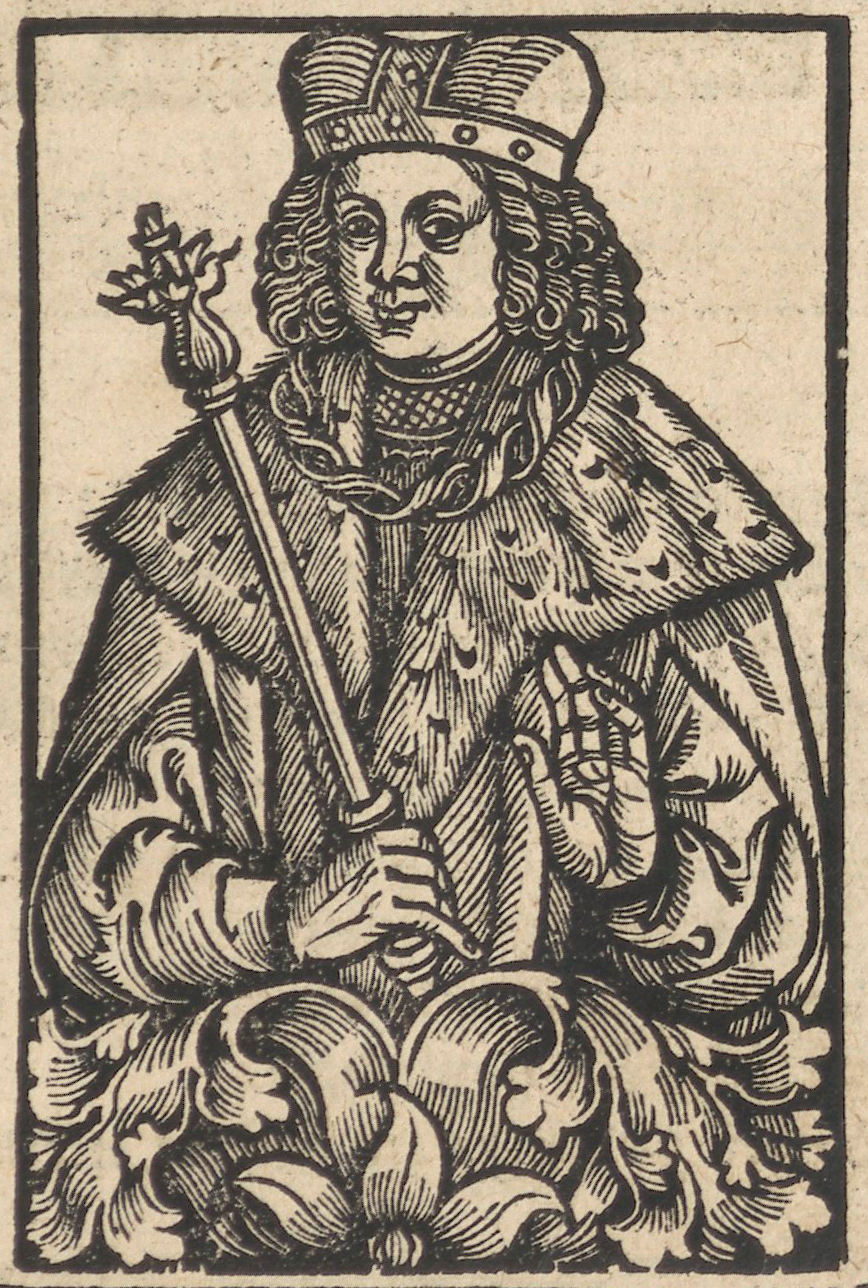
Владимир Ольгердович

Примером таких потомков могли быть Половцы-Рожиновские (или Сквирские) князья, чьими основными владениями были Сквир(ка) возле Белой Церкви (ныне Киевская область) и Рожны (ныне Черниговская область). Так, князь Роман (Карыман) Половец, живший в середине или начале XIV века, считался потомком половецкого хана Тугорхана и основателем ветви Сквирских. Половцы-Сквирские получили подтверждение своего титула и владений от Гедиминовичей во время, когда киевский престол занимал Владимир Ольгердович (1390). Известна печать князя Яна Семёновича Половец-Рожиновского (ок. 1573) с изображениями крестов, звёзд и полумесяца.  
История рода известна очень схематично — сам Сквир сильно пострадал от крымских татар в XV–XVI веках и быстро пришёл в упадок. В 1615 году сквирские земли были объявлены «слободой», территорией для повторного заселения. Возможно, последним из рода Половцев был запорожский староста Роман Рожновский, один из казацких послов в 1638 году к королю и великому князю.  
По московским источникам также известен род Половцевых, якобы происходящий от Симеона Половца, участника Переяславской Рады (1654).  
Другим примером могут служить князья Домонты, считавшиеся выходцами из «Половецкой земли» и ведшие свою родословную, как и влиятельные князья Глинские (что проявилось в определённом сходстве гербов этих родов), от знаменитого золотоордынского темника Мамая. Одним из их владений в XV–XVI веках было местечко Мошны на левом берегу Днепра, откуда отдельные представители этого рода назывались Домонтами-Мошенскими. В конце XVI века Мошны перешли к князьям Вишневецким. Князья Домонты считаются основателями города Домантова, который был центром Домантовской казацкой сотни.  
Документы не подтверждают прямой этнической связи, но и не опровергают родовых отношений, поскольку представители этих княжеских родов либо никогда не имели собственных владений, либо потеряли их так рано, что их территориальная привязка не имеет никаких точных данных. В ВКЛ (как и во всей Речи Посполитой) было распространено давать «русские» титулы представителям и потомкам неславянского или нехристианского происхождения: татарские или пятигорские мурзы, бии, тарханы получали титул «князь», который никак не связывался с землевладением, а имел, скорее, почётный ранг, дававший возможность пользоваться правами, близкими к шляхетским.

### Половецкая волость
В письменных источниках начала XVI века упоминается Половецкий десяток (десяток — одна из самых мелких административно-территориальных единиц ВКЛ), а под 1516 годом — восстание местных крестьян, названных в документах «половчанами» («Люди господарские Бельского повета половчане...»), а среди местных жителей и сегодня встречаются характерные фамилии — Колтак, Бакштай, Бай, Казубай.
По результатам административной реформы 1565–1566 гг. Половецкий десяток  (волость) был преобразован в Половецкое войтовство, просуществовавшее до 1918 года и к которому относились деревни: Половцы (Голя; современная д. Пограничная), Пещатка (Пещанка), Суходол, Хлевище, Ставище и Сухари (не существует, слилась со Ставищами). После той ревизии жизнь половецких крестьян ухудшилась — с осадного положения, при котором крестьяне должны были выплачивать только денежные налоги, их перевели в тяглые. В XVII–XVIII веках шел процесс раздачи земель войтовства и образования здесь шляхетских маёнтков и фольварков; в это время особенно крупное владение здесь держали Радзивиллы. К середине XVIII века фольварковое хозяйство было ликвидировано, и крестьян перевели на «чинш», который оплачивался деньгами и натурой.
Последний раз жителей этих поселений официально именовали половцами в 1516 году, однако административная единица — Половецкая волость — просуществовала вплоть до 1918 года. Её центром изначально был Суходол (в 56 км от Бреста), крупное село, упоминаемое в 1566 году в документах брестского старосты. Его жители несли военную службу в Брестском замке и занимались почтовой перевозкой.  
Польский историк Ярошевич первый заинтересовался этими селами. Он писал:
Кроме деревни и имения Половцы, жители деревень: Сухоры, Ставища, Хлевища, Песчатка, Голя, Суходол, Вулька Половецкая называются населением окружающих сел половцами, которые, однако, ничем уже не рознятся от своих соседей русинов.
Сам Ярошевич родился и провел молодые годы в Бельске (Подлясском), расположенном в 30 км севернее половецких сел. Приведенные им сведения ценны как результат его непосредственных наблюдений, осуществленных более ста лет тому назад, когда память о половецком происхождении еще сохранялась в этих селах.
В конце XVIII века закрепощение крестьян полностью завершилось: российская оккупационная администрация раздала бывшие королевские земли лояльным империи новым владельцам: Аджаровским, князьям Гагариным, графам Скаржинским. В это же время появилось много новых деревень, образованных от раздела (переноса) старых или путем слияния с новыми поселениями.
В 1883 году количество прихожан Половецкого прихода насчитывало 2349 человек. В XIX веке часть земель заселили крестьяне из Пружанского повета и из белостокской Гайновки. Во время Первой мировой войны часть жителей края, под давлением линии фронта, была вынуждена переселяться во внутренние регионы империи, в Поволжье и Сибирь.
В 1918–1919 годах земли войтовства вошли в Брестский повет в составе Украинской Народной Республики. С 1919 и по 1939 год территория оказалась в границах межвоенной Польши, причем в 1921–1928 годах — в качестве самостоятельной гмины Половцы (gmina Połowce) Брестского округа, а в 1928–1939 годах была разделена между гминами нового Полесского воеводства. На короткий предвоенный период земли исторического войтовства были захвачены и присоединены к БССР, но по итогам советско-польских договоров после Второй мировой войны — разделены между ПНР и БССР: Ставище, Половцы и Вулька-Тереховка отошли Польше (Белостокское воеводство, гмина Черемха), а Хлевинцы, Терехи, Суходол, Пещатка — вошли в Каменецкий район Брестской области.

## Письменность
Кыпчакский язык, зафиксированный в рукописях, стал языком общения для нетюркских народов – например, среди армянской диаспоры на территории ВКЛ и Речи Посполитой. Он стал основой для многих современных тюркских языков: крымскотатарского, татарского, казахского, караимского, ногайского и других.

## Поселения

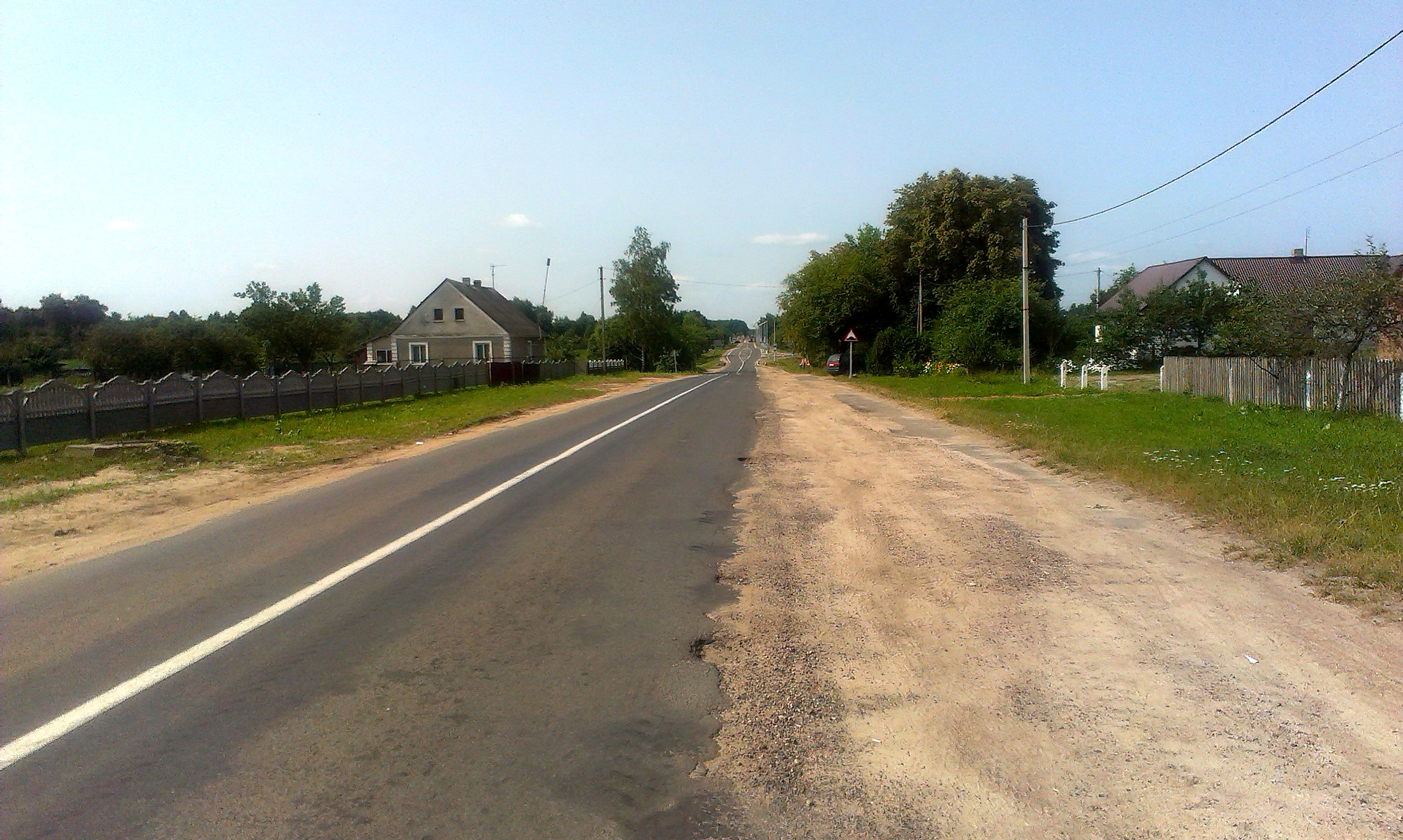
Деревня Пограничная (раннее - Половцы, Голя)

Из восьми уцелевших деревень три находятся на территории Польши (в Белостокском воеводстве):  
- Становища
- Половцы
- Вулька-Тереховка

Остальные пять расположены в Брестской области Беларуси (Каменецкий район, Раскенский сельсовет):  
- Хлевинцы
- Терехи
- Суходол
- Песчатка Половецкая
- Пограничная (ранее — деревня Половцы, затем Голя)

После третьего раздела Речи Посполитой Половецкая волость вошла в состав Российской империи, а с 1921 по 1939 годы находилась в Польше, после чего была включена в Белорусскую ССР.
После Великой Отечественной войны (1941-1945 гг.) бывшие половецкие села разделены государственной границей между СССР и ПНР. К Польше отошли деревни: Ставища, Половцы, Вулька-Тереховская. В СССР (Каменецкий район Брестской области) остались: Песчатка (Половецкая), Хлевищи, Терехи, Суходол, Голя. Последняя в 1964 году переименована в Пограничную.
В селе Половцы (Голя, Пограничная) ими будут имена Хонко и Конах и патронимы – Хонкович и Корманович. Среди жителей Писчанки (Песчатки Половецкой) встречаем три тюркских патронима: Кобакович, Колкович, Кодатович. В селе Хлевиском (Хлевищи) среди славянских имен и отчеств сохранилось половецкое имя Курган и патроним Кодакович. У жителей села Суходолы встречается только один тюркский патроним Кавтилович».
В селе Песчатка Половецкая сохранились следующие патронимы:
- Кабакевич (бел. Кабакавіч) — от кабак (кабяк), «грязный».
- Колкевич (бел. Колкавіч) — от колк, «домашнее животное».
- Кадатевич (бел. Кадатавіч) — от кадат, «сват».

В деревне Пограничная, отголосками давних событий, происходивших в этих местах, служили и особые камни на полях – «татарские могилки», как их называли местные жители. Однако, они давно исчезли с полей – еще до изобретения фотографии, но память о них до сих пор передается из поколения в поколение.
От слова половец в белорусском языке также происходит палянец (охотник, богатырь).

## Демография
| Год      | Количество    | Комментарий |
| -------- | ------------- | --- |
| 1883 год | 2349 человек  | 2349 человек |
| 1887 год | 1 458 человек | 1 458 человек |
| 1940     | 1087 человек  | В 1921–1939 гг. эти деревни входили в состав Польши (причём название– Половецкая волость — исчезло), затем — Белорусской ССР. По данным на 1940 год число их жителей составляла 1087 человек, но в 1941–1944 гг., в период немецкой оккупации, численность населения деревень сократилась, достигнув в 1960-м 902 человек. |
| 1960     | 902 человек   | В 1921–1939 гг. эти деревни входили в состав Польши (причём название– Половецкая волость — исчезло), затем — Белорусской ССР. По данным на 1940 год число их жителей составляла 1087 человек, но в 1941–1944 гг., в период немецкой оккупации, численность населения деревень сократилась, достигнув в 1960-м 902 человек. |
| 2005     | 549 человек   | В 1960-е годы численное первенство населения перешло к деревне Пограничной, образовавшейся в 1964 году из слияния двух деревень — Старой и Новой Голь. В настоящее время здесь имеются средняя школа, библиотека и Дом Культуры. Она же является центром хозяйственного объединения (СВК) «ПОЛАВЦИ», куда вошли жители и других «половецких» деревень. Однако молодёжь продолжает покидать деревни: по последним данным на 2005 год в этих деревнях осталось 549 человек, в том числе в деревне Пограничная — 447. Проживая около 760 лет среди белорусов и деля с ними их сложную судьбу, половцы ассимилировались, потеряв все свои расовые и этнические особенности. Но, назвав своё экономическое объединение (СВК) «Половцами», жители указанных деревень в некоторой степени проявили, так сказать, свою этническую идентичность. |

В настоящее время у этих потомков половцев сохранились лишь некоторые характерные фамилии: Бергеба, Колток, Тега.

## Современные исследования
Ученые на протяжении многих лет находят в Беларуси свидетельства проживания выходцев из кыпчакских степей. В 2017 году участники казахской экспедиции «По следам предков» осмотрели следы кочевников в Беларуси. Экспедицию встретили с почтением. Местные рассказали, что история этой местности тесно связана с ханом Дешт-и-Кипчака Тегеком. Жители считают, что они приходятся прямыми потомками половецких воинов. Чтобы это проверить, ученые взяли у них генетические пробы.
– До сих пор в местных деревнях можно встретить много фамилий тюркского происхождения. Например, Бигелди или Калтон. Распространились они здесь, разумеется, не случайно. Я считаю, что этот факт следует основательно изучить. В конце 19 века в этих местах археологи обнаружили укрепление хана Боняка. Он долгое время руководил кыпчакскими войсками. В ходе раскопок ученым удалось найти здесь оружие и конское снаряжение.Вячеслав Лавренюк, историк
– Хан Боняк ходил с походами на Византию, на русские земли, совершил не один набег на Киев. Его имя часто встречается в восточной литературе и исторических летописях. Показали участникам экспедиции и другое интересное место. Сейчас тут растет густой лес, а 800 лет назад располагалась большая церковь. Ее построили кочевники из кыпчакских степей.Антон Доцкеевич, историк
– Это все, что осталось от той церкви. Наши предки проповедовали здесь не ислам, а христианство. В то время все западные народы были христианами. Этот камень – часть фундамента. Поэтому он и сохранился до наших дней. Это еще раз доказывает, что Казахстан и Беларусь связывает общая история.Сапар Искаков, путешественник